# Lord-lieutenant de Huntingdon and Peterborough
Ceci est une liste de personnes qui ont servi lord-lieutenant de Huntingdon and Peterborough en Angleterre pendant la courte existence de ce comté de 1965 à 1974. Il a été précédé par le lord-lieutenant du Huntingdonshire, prenant également part de la juridiction du lord-lieutenant du Northamptonshire, qui continue à exister. En 1974, il a été absorbé par la lieutenance du Cambridgeshire.

## Lord-lieutenants de Huntingdon and Peterborough
- Ailwyn Fellowes (3e baron de Ramsey) 1965 – 30 juillet 1968
- Dennis George Ruddock Herbert (2e baron Hemingford) 30 juillet 1968-31 mars 1974